# Santuario de la Virgen de Fátima (Astorga)
El Santuario de la Virgen de Fátima de la ciudad de Astorga, que antes fue iglesia de San Julián, es un templo edificado a finales del siglo XII, renovado en el siglo XVIII y restaurado en el siglo XX, que aún conserva restos románicos, como la portada de la fachada occidental.

## Historia
El templo fue construido a finales del siglo XII y principios del XIII en estilo románico, dedicado durante siglos a la advocación de San Julián hasta que en 1892 fue anexionado a la parroquia de San Bartolomé. El edificio se restauró a mediados del siglo XX, volviendo a ser parroquia bajo la advocación de Nuestra Señora de Fátima. Además de parroquia tiene el estatus de santuario mariano donde los peregrinos paran a orar. El recuerdo de San Julián quedó en el nombre de la plaza donde está ubicada la iglesia.

## Arquitectura del edificio

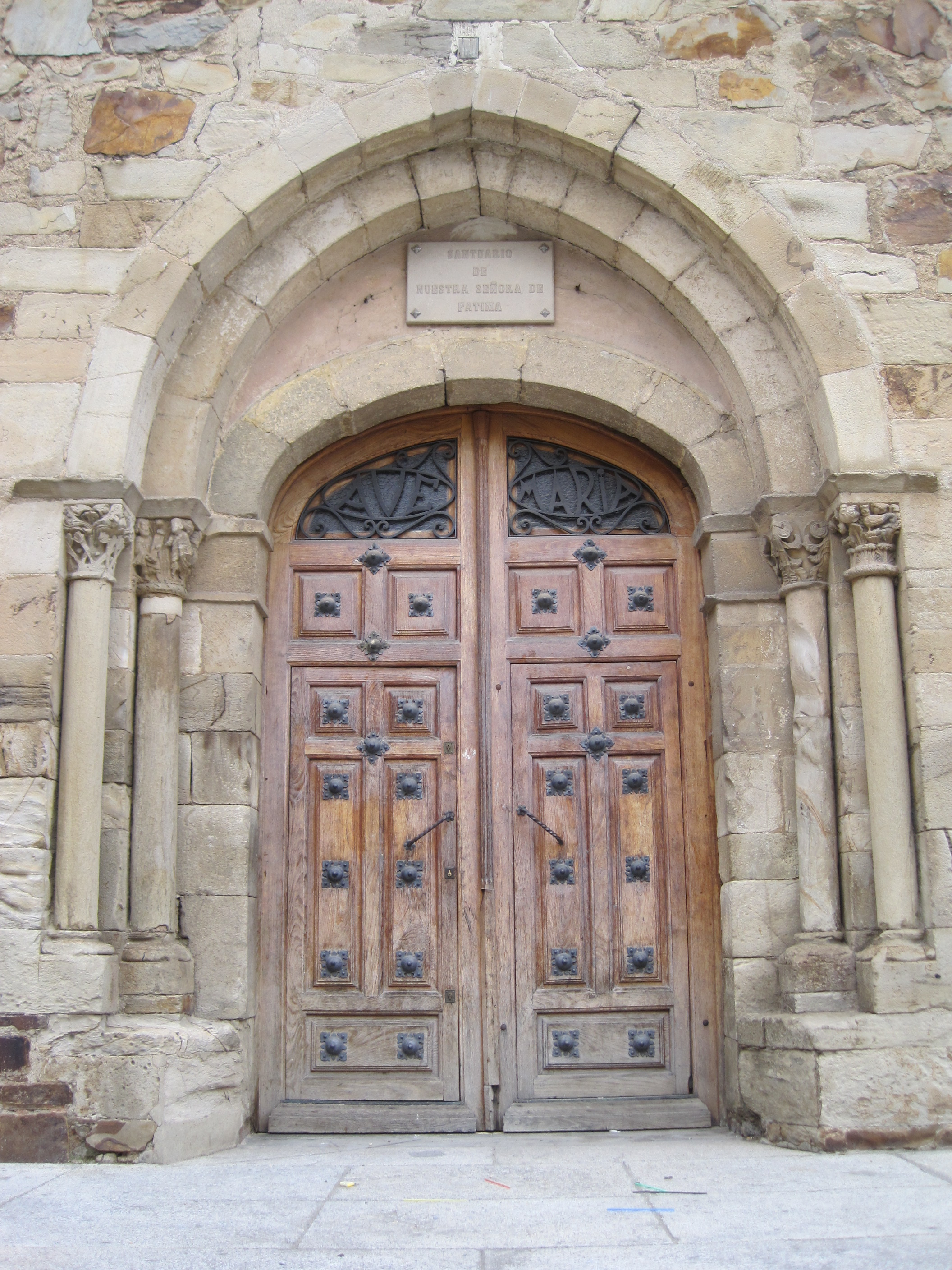
Portada

El edificio que se contempla es obra del siglo XVIII con restos románicos. La planta de la iglesia está interrumpida al exterior por la construcción de la casa parroquial adosada al muro sur, más la sacristía que interrumpe el muro norte y parte de la cabecera. El interior es de nave única con capillas laterales, cubierta con bóveda de arista. Tiene un coro que precede a la cabecera rectangular, sobre el que se desarrolla una cúpula. La ornamentación es de yeserías barrocas.
Los restos de la iglesia antigua construida en época tardía del románico están visibles al exterior. Se conserva la parte baja de la fachada principal al oeste, con su portada y también los muros norte y sur —aunque este último está oculto por la casa parroquial—. Estos muros del norte y del sur sufrieron una transformación al ser elevados necesariamente cuando se construyó la bóveda de la nave, aprovechando no obstante la cornisa y la línea de canecillos románicos que cambiaron en altura. El aparejo es de mampostería de arenisca y pizarra, aprovechando la piedra sólo para las esquinas y marcos de las ventanas.
Las columnas tienen basas con moldura de toro y decoración de lengüetas; están apoyadas sobre plintos bastante altos que a su vez descansan en un zócalo. Uno de los capiteles del lado izquierdo tiene decoración vegetal y en el otro se ven las figuras de Pedro, con las llaves muy deterioradas y Pablo, con calvicie. Los capiteles del lado derecho tienen decoración vegetal; en uno de ellos se ve la figura de una arpía y un monstruo de cuerpo de ave y cabeza de león.
En los muros norte y sur se conserva la cornisa románica con una serie de canecillos reaprovechados, algunos muy simples y otros decorados con hojarasca.